# بابلو أغيلار (لاعب كرة قدم مواليد 1995)
بابلو أغيلار (بالإسبانية: Pablo Aguilar)‏ هو لاعب كرة قدم غواتيمالي في مركز الوسط، ولد في 21 فبراير 1995 في مدينة غواتيمالا في غواتيمالا. لعب مع Virginia Cavaliers men's soccer ‏.

## وصلات خارجية
- بابلو أغيلار (لاعب كرة قدم مواليد 1995) على موقع الدوري الأمريكي (الإنجليزية)
- بابلو أغيلار (لاعب كرة قدم مواليد 1995) على موقع قاعدة بيانات كرة القدم.إي يو (الإنجليزية)
- بابلو أغيلار (لاعب كرة قدم مواليد 1995) على موقع ناشيونال فوتبول تيمز (الإنجليزية)
- بابلو أغيلار (لاعب كرة قدم مواليد 1995) على موقع Soccerway.com (الإنجليزية)